# Lhok Banie
Lhok Banie is een bestuurslaag in het regentschap Langsa van de provincie Atjeh, Indonesië. Lhok Banie telt 2388 inwoners (volkstelling 2010).